# SEKEM

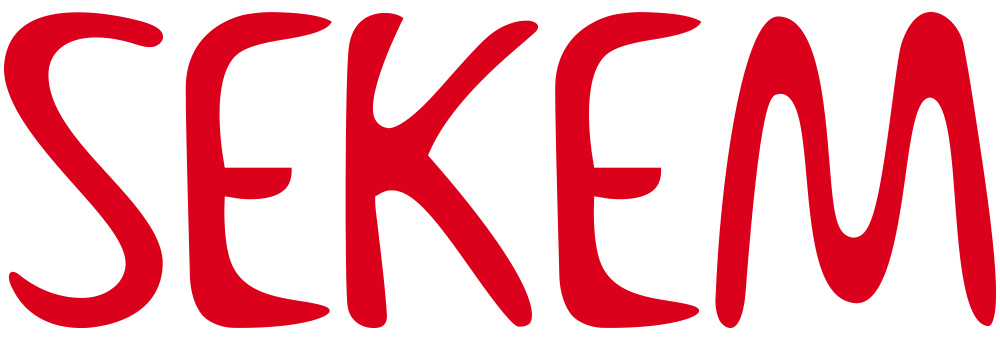
Logo della SEKEM

L'organizzazione SEKEM (in Egiziano antico: vitalità dal sole) fu fondata nel 1977 dal farmacologo ed imprenditore sociale egiziano Dr. Ibrahim Abouleish, al fine di portare in Egitto un rinnovamento culturale su basi sostenibili. Situata a nord-est del Cairo, ora include:
- fattorie biodinamiche;
- società commerciali per i cibi prodotti e lavorati (Hator e Libra), tè alle erbe e prodotti di bellezza (Isis), e prodotti in cotone biologico (Conytex);
- un centro medico;
- una scuola Waldorf (a pedagogia Steineriana), con allievi di cultura sia Islamica che Cristiana;
- un centro di formazione professionale;
- un college (Mahad Adult Education Training Institute) e un centro di ricerca (Sekem Academy for Applied Art and Sciences).

Gli obbiettivi di SEKEM sono di recuperare e mantenere la vitalità del suolo e del cibo, così come la biodiversità della natura attraverso la sostenibilità e l'agricoltura biologica, e il supporto dello sviluppo sociale e culturale in Egitto. Gli introiti dalle società commerciali sono cresciuti dai 37 milioni (di Sterline egiziane) nel 2000, a 100 milioni nel 2003. Nel 2005 l'organizzazione ha istituito una rete di oltre 2000 agricoltori e organizzazioni associate in Egitto, e ha iniziato ad estendere la sua esperienza e conoscenza acquisita ad altri paesi, fra i quali India, Palestina, Senegal, Turchia, e Sudafrica (quest'ultima in collaborazione con la Fountain Foundation.

## Storia
Dopo un soggiorno di 19 anni in Austria, il dottor Abouleish ritornò in Egitto per un viaggio culturale nel 1975. Toccato dalla deplorevole situazione economica e sociale del suo paese di origine, decise di avviare un progetto di rinnovamento culturale, basato su una sintesi di Islam e Antroposofia. Due anni dopo comprò un appezzamento di terreno in quello che era, all'epoca, un terreno agricolo deserto al confine della valle del Nilo. L'obiettivo iniziale era quello di sviluppare il territorio e migliorare i raccolti con metodi biodinamici. Fu piantata una spessa fascia di alberi attorno ai settanta ettari di terreno, e altri vennero piantati lungo tutte le strade costruite; una foresta fu anche impiantata su una parte del terreno. L'impianto iniziale fu di 120.000 alberi, fra i quali casuarinacee, eucalipti e giovani piantine di lilla persiano. I beduini che vivevano nella zona vicina, e qualche volta sulla terra stessa, furono portati nel progetto, gli fu dato lavoro e si contribuì alle loro esigenze abitative. Gli edifici furono costruiti utilizzando i tradizionali mattoni di paglia e argilla essiccate, alcune di queste strutture furono progettate da Hassan Fathy. Gli animali iniziali della fattoria furono bufali egiziani. L'organizzazione vendeva i prodotti lattiero-caseari ottenuti dal latte di bufala e prodotti dalla fattoria.
La prima grande impresa economica dell'iniziativa comunitaria fu la produzione di un composto medicinale, ammoidin, un estratto della pianta medicinale Ammi majus. Seguirono la produzione di tisane, e venne costituita una società per commercializzare i prodotti biodinamici freschi in Europa. Le richieste di queste aziende portarono numerose altre aziende in tutto l'Egitto a convertirsi ai metodi biodinamici. L'organizzazione SEKEM iniziò un servizio di consulenza attiva per aiutare queste aziende egiziane nel passaggio alla biodinamica e per il mantenimento dei suoi standards. Lo stesso SEKEM affittò molte di queste terre.
Presto iniziarono progetti comunitari nella storia dell'iniziativa: un ambulatorio medico di medicina antroposofica, e una società per lo sviluppo culturale, promotrice di conferenze, concerti e altre attività culturali.
Nel 1987 iniziò il suo lavoro il centro per l'educazione degli adulti (Mahad), e vi erano educati anche bambini con handicap. Nel 1988 SEKEM inaugurò un asilo nido aperto anche alla comunità beduine locali, e presto si aggiunse la Scuola SEKREM, per i bambini dall'infanzia fino al dodicesimo grado (circa 18 anni di età), sulla base della pedagogia Waldorf: La scuola è al servizio di bambini musulmani e cristiani, incoraggiandoli a vivere in armonia e rispetto verso le pratiche religiose altrui. Nella scuola funziona anche un centro di alfabetizzazione per bambini analfabeti tra i dieci e i quattordici anni.
In risposta all'utilizzo del lavoro minorile in Egitto, SEKEM fondò il progetto "Camomilla Children", che offre ai bambini tra i dieci e i quattordici anni istruzione, formazione professionale, pasti e cure mediche, compatibilmente con il loro lavoro. Gli insegnanti accudiscono i bambini tutto il giorno, oltre l'orario di scuola. Vi è anche una cooperativa per i dipendenti, per organizzare i processi sociali (Cooperative of SEKEM Employees), un'organizzazione indipendente con membri provenienti da tutte le imprese e le istituzioni culturali connessi con SEKEM.
Nel 1990, SEKEM fondò il Centro di Agricoltura Biologica in Egitto (Centre of Organic Agriculture in Egypt, COAE), un'organizzazione indipendente che controlla aziende biologiche in Egitto, Iran e Sudan.
Di fronte a residui di antiparassitari nei loro prodotti, provenienti da irrorazione aerea nelle fattorie vicine, SEKEM ha assunse un'iniziativa volta ad eliminare tali irrorazioni in Egitto. Poiché la produzione di cotone dipendeva dalle irrorazioni, SEKEM esplorò la produzione di cotone biologico, inizialmente su piccoli campi. Gli esperimenti ebbero successo, e le rese in realtà furono migliori rispetto a quelli raggiunti dalla produzione non biologica. Il ministero egiziano dell'Agricoltura sponsorizzò ulteriori indagini più estese. Entro tre anni, il Ministero convenne che la soppressione biologica dei parassiti nella coltivazione del cotone era migliore del metodo con pesticidi, e cominciò a convertire l'intera area di cotone egiziano (4000 chilometri quadrati) al controllo biologico dei parassiti, conversione completata in due anni. La conversione comportò una riduzione nell'uso di pesticidi sintetici in Egitto di oltre il 90%, e un aumento della resa media di cotone grezzo di quasi il 30%. SEKEM poi creò la società Conytex per la lavorazione di cotone biologico mediante processi meccanici anziché chimici.
In risposta alla crescente notorietà dei nuovi metodi utilizzati dalla comunità in molti ambiti, l'associazione degli sceicchi musulmani in Egitto conferì alla comunità una targa attestante che SEKEM è un'iniziativa islamica. Questo fu il risultato di intensi incontri tra SEKEM e leader religiosi musulmani.
La successiva iniziativa SEKEM fu la prima azienda farmaceutica privata in Egitto, specializzata in tisane medicinali. Il centro medico era ormai cresciuto al punto che si rese necessario un apposito edificio. Allo stesso tempo esso estese notevolmente il proprio supporto alla comunità dei beduini, aiutandoli a creare strutture sanitarie e forniture di acqua potabile.
Nel 1997 SEKEM istituì un centro di formazione professionale, offrendo corsi di metallurgia, carpenteria, lavorazioni meccaniche, elettricista, sartoria, agricoltura biodinamica e commercio. Il centro di formazione professionale comprende anche una scuola artistica. La Società Tedesca per la Cooperazione Tecnica contribuì a creare questo progetto. Nel 1999 venne aperta l'Accademia SEKEM (ora SEKEM University). In origine un centro per la ricerca agricola, farmaceutica e medica, l'Università ora conduce anche studi e offerte di formazione in altri settori.
Nel 2001 è stata istituita una holding per gestire le finanze di tutte le società SEKEM, e per la supervisione dei progetti di sviluppo. La holding include un dipartimento per aiutare ogni singola società nel suo processo di sviluppo, ed è anche responsabile per l'educazione e i programmi di formazione per i dipendenti.
Nel 2003 al dottor  Ibrahim Abuleish è stato conferito il Right Livelihood Award.
Il premio viene assegnato ogni anno di fronte al parlamento svedese alla vigilia dell'assegnazione del Nobel per la pace, per onorare coloro che lavorano a soluzioni pratiche ed esemplari ai problemi più urgenti con cui il mondo di oggi si confronta.
Il Dottor Ibrahim Abuleish è scomparso il 15 giugno del 2017.

## Libri e articoli su SEKEM
- Abouleish, Ibrahim, Sekem. Un'iniziativa biodinamica cambia il volto del deserto egiziano, Editrice Antroposofica  (collana Agricoltura biodinamica), , ISBN 9788877873996
- Abouleish, Ibrahim, SEKEM: A Sustainable Community in the Egyptian Desert, ISBN 0-86315-532-4
- "Respecting Human Nature" Al-Ahram Weekly
- "Mephisto in Elysium" Al-Ahram Weekly
- "Ibrahim Abouleish: Vision of Vitality, Engineering a Social Renaissance" Al-Ahram Weekly
- Visscher, Marcus, "Miracle in the desert", Ode, November 2004
- Plans for Sekem University, su archnet.org (archiviato dall'url originale il 25 maggio 2011).
- Mair, Johanna; Schoen, Oliver; "Successful social entrepreneurial business models in the context of developing economies: An explorative study", International Journal of Emerging Markets, Volume 2, Number 1, 2007, pp. 54–68(15).
- Mair, Johanna; Seelos, Christian; 2004 "The Sekem Initiative"  Case Study - Harvard Business School Publishing
- Elkington, John; Hartigan, Pamela; Power of Unreasonable People: How Social Entrepreneurs Create Markets that Change the World HBS Press Book, 2008
- Amira El Ahl "Wie kommt die Eurythmie in die Wüste?" Spiegel (News Magazine) in German